# Pīr Şafā
Pīr Şafā (persiska: پير صَفا, پير مُصطافَ, پیر صفا) är en ort i Iran.   Den ligger i provinsen Kurdistan, i den nordvästra delen av landet, 500 km väster om huvudstaden Teheran. Pīr Şafā ligger 1 321 meter över havet och antalet invånare är 352.
Terrängen runt Pīr Şafā är huvudsakligen kuperad, men åt sydost är den platt.Runt Pīr Şafā är det ganska tätbefolkat, med 60 invånare per kvadratkilometer. Närmaste större samhälle är Marivan, 8,0 km sydost om Pīr Şafā. Trakten runt Pīr Şafā består till största delen av jordbruksmark.